# .NET DiscUtils
.NET DiscUtils — open source-библиотека .NET Framework для доступа и работы с образами виртуальных дисков. Библиотека полностью написанная на C#, и доступна на сайте Microsoft CodePlex.

## Поддерживаемые форматы
.NET DiscUtils поддерживает несколько форматов образов дисков, схем выделения разделов и файловых систем Windows.

### Форматы дисковых образов
- VHD
- VMDK
- VDI
- ISO
- UDF
- SDI
- WIM
- Необработанные образы дисков (IMA, IMG, VFD, FLP)

### Схем выделения разделов
- Таблица разделов BIOS
- Таблица разделов GUID
- Диспетчер логических дисков

### Файловые системы
- FAT
- FAT32
- NTFS

В файловых системах FAT и FAT32 отсутствует поддержка длинных имён файлов.

## Примеры

### Создание ISO образа
```
CDBuilder
 
builder
 
=
 
new
 
CDBuilder
();

builder
.
UseJoliet
 
=
 
true
;

builder
.
VolumeIdentifier
 
=
 
"A_SAMPLE_DISK"
;

builder
.
AddFile
(
@"Folder\Hello.txt"
,
 
Encoding
.
ASCII
.
GetBytes
(
"Hello World!"
));

builder
.
Build
(
@"C:\temp\sample.iso"
);

```

### Распаковка файлов ISO образа
```
using
 
(
FileStream
 
isoStream
 
=
 
File
.
Open
(
@"C:\temp\sample.iso"
))

{

  
CDReader
 
cd
 
=
 
new
 
CDReader
(
isoStream
,
 
true
);

  
Stream
 
fileStream
 
=
 
cd
.
OpenFile
(
@"Folder\Hello.txt"
,
 
FileMode
.
Open
);

  
// Используйте fileStream...

}

```

### Создание виртуального диска
```
long
 
diskSize
 
=
 
30
 
*
 
1024
 
*
 
1024
;
 
// 30 MB

using
 
(
Stream
 
vhdStream
 
=
 
File
.
Create
(
@"C:\TEMP\mydisk.vhd"
))

{

    
Disk
 
disk
 
=
 
Disk
.
InitializeDynamic
(
vhdStream
,
 
diskSize
);

    
BiosPartitionTable
.
Initialize
(
disk
,
 
WellKnownPartitionType
.
WindowsFat
);

    
using
 
(
FatFileSystem
 
fs
 
=
 
FatFileSystem
.
FormatPartition
(
disk
,
 
0
,
 
null
))

    
{

        
fs
.
CreateDirectory
(
@"TestDir\CHILD"
);

        
// Остальные действия с файловой системой...

    
}

}

```

Данный пример создает виртуальный VHD-диск с динамическим расширением.
Нижеследующий пример создаст диск с фиксированным размером.
```
long
 
diskSize
 
=
 
30
 
*
 
1024
 
*
 
1024
;
 
// 30 MB

using
 
(
Stream
 
vhdStream
 
=
 
File
.
Create
(
@"C:\TEMP\mydisk.vhd"
))

{

    
Disk
 
disk
 
=
 
Disk
.
InitializeFixed
(
vhdStream
,
 
diskSize
);

    
BiosPartitionTable
.
Initialize
(
disk
,
 
WellKnownPartitionType
.
WindowsFat
);

    
using
 
(
FatFileSystem
 
fs
 
=
 
FatFileSystem
.
FormatPartition
(
disk
,
 
0
,
 
null
))

    
{

        
fs
.
CreateDirectory
(
@"TestDir\CHILD"
);

        
// Остальные действия с файловой системой...

    
}

}

```

### Создание флоппи-диска
```
using
 
(
FileStream
 
fs
 
=
 
File
.
Create
(
@"myfloppy.vfd"
))

{

    
using
 
(
FatFileSystem
 
floppy
 
=
 
FatFileSystem
.
FormatFloppy
(
fs
,
 
FloppyDiskType
.
HighDensity
,
 
"MY FLOPPY  "
))

    
{

        
using
 
(
Stream
 
s
 
=
 
floppy
.
OpenFile
(
"foo.txt"
,
 
FileMode
.
Create
))

        
{

            
// Используйте поток stream...

        
}

    
}

}

```